# Юнацька збірна Естонії з футболу (U-19)
Юнацька збірна Естонії з футболу (U-19) — національна футбольна збірна Естонії, що складається із гравців віком до 19 років. Керівництво командою здійснює Естонська футбольна асоціація. До зміни формату юнацьких чемпіонатів Європи у 2001 році функціонувала як збірна до 18 років.
Головним турніром для команди є Юнацький чемпіонат Європи з футболу (U-19), успішний виступ на якому дозволяє отримати путівку на Молодіжний чемпіонат світу, у якому команда бере участь вже у форматі збірної U-20. Також може брати участь у товариських і регіональних змаганнях.

## Юнацький чемпіонат Європи з футболу (U-19)
| 2002   | не кваліфікувалася       | не кваліфікувалася       | не кваліфікувалася       | не кваліфікувалася       | не кваліфікувалася       | не кваліфікувалася       | не кваліфікувалася       | не кваліфікувалася       | не кваліфікувалася |
| 2003   | не кваліфікувалася       | не кваліфікувалася       | не кваліфікувалася       | не кваліфікувалася       | не кваліфікувалася       | не кваліфікувалася       | не кваліфікувалася       | не кваліфікувалася       | не кваліфікувалася |
| 2004   | не кваліфікувалася       | не кваліфікувалася       | не кваліфікувалася       | не кваліфікувалася       | не кваліфікувалася       | не кваліфікувалася       | не кваліфікувалася       | не кваліфікувалася       | не кваліфікувалася |
| 2005   | не кваліфікувалася       | не кваліфікувалася       | не кваліфікувалася       | не кваліфікувалася       | не кваліфікувалася       | не кваліфікувалася       | не кваліфікувалася       | не кваліфікувалася       | не кваліфікувалася |
| 2006   | не кваліфікувалася       | не кваліфікувалася       | не кваліфікувалася       | не кваліфікувалася       | не кваліфікувалася       | не кваліфікувалася       | не кваліфікувалася       | не кваліфікувалася       | не кваліфікувалася |
| 2007   | не кваліфікувалася       | не кваліфікувалася       | не кваліфікувалася       | не кваліфікувалася       | не кваліфікувалася       | не кваліфікувалася       | не кваліфікувалася       | не кваліфікувалася       | не кваліфікувалася |
| 2008   | не кваліфікувалася       | не кваліфікувалася       | не кваліфікувалася       | не кваліфікувалася       | не кваліфікувалася       | не кваліфікувалася       | не кваліфікувалася       | не кваліфікувалася       | не кваліфікувалася |
| 2009   | не кваліфікувалася       | не кваліфікувалася       | не кваліфікувалася       | не кваліфікувалася       | не кваліфікувалася       | не кваліфікувалася       | не кваліфікувалася       | не кваліфікувалася       | не кваліфікувалася |
| 2010   | не кваліфікувалася       | не кваліфікувалася       | не кваліфікувалася       | не кваліфікувалася       | не кваліфікувалася       | не кваліфікувалася       | не кваліфікувалася       | не кваліфікувалася       | не кваліфікувалася |
| 2011   | не кваліфікувалася       | не кваліфікувалася       | не кваліфікувалася       | не кваліфікувалася       | не кваліфікувалася       | не кваліфікувалася       | не кваліфікувалася       | не кваліфікувалася       | не кваліфікувалася |
| 2012   | груповий етап            | 8-е                      | 3                        | 0                        | 0                        | 3                        | 1                        | 9                        |                    |
| 2013   | не кваліфікувалася       | не кваліфікувалася       | не кваліфікувалася       | не кваліфікувалася       | не кваліфікувалася       | не кваліфікувалася       | не кваліфікувалася       | не кваліфікувалася       | не кваліфікувалася |
| 2014   | не кваліфікувалася       | не кваліфікувалася       | не кваліфікувалася       | не кваліфікувалася       | не кваліфікувалася       | не кваліфікувалася       | не кваліфікувалася       | не кваліфікувалася       | не кваліфікувалася |
| 2015   | не кваліфікувалася       | не кваліфікувалася       | не кваліфікувалася       | не кваліфікувалася       | не кваліфікувалася       | не кваліфікувалася       | не кваліфікувалася       | не кваліфікувалася       | не кваліфікувалася |
| 2016   | не кваліфікувалася       | не кваліфікувалася       | не кваліфікувалася       | не кваліфікувалася       | не кваліфікувалася       | не кваліфікувалася       | не кваліфікувалася       | не кваліфікувалася       | не кваліфікувалася |
| 2017   | не кваліфікувалася       | не кваліфікувалася       | не кваліфікувалася       | не кваліфікувалася       | не кваліфікувалася       | не кваліфікувалася       | не кваліфікувалася       | не кваліфікувалася       | не кваліфікувалася |
| 2018   | не кваліфікувалася       | не кваліфікувалася       | не кваліфікувалася       | не кваліфікувалася       | не кваліфікувалася       | не кваліфікувалася       | не кваліфікувалася       | не кваліфікувалася       | не кваліфікувалася |
| 2019   | не кваліфікувалася       | не кваліфікувалася       | не кваліфікувалася       | не кваліфікувалася       | не кваліфікувалася       | не кваліфікувалася       | не кваліфікувалася       | не кваліфікувалася       | не кваліфікувалася |
| 2020   | Скасовано через COVID-19 | Скасовано через COVID-19 | Скасовано через COVID-19 | Скасовано через COVID-19 | Скасовано через COVID-19 | Скасовано через COVID-19 | Скасовано через COVID-19 | Скасовано через COVID-19 |                    |
| 2021   | Скасовано через COVID-19 | Скасовано через COVID-19 | Скасовано через COVID-19 | Скасовано через COVID-19 | Скасовано через COVID-19 | Скасовано через COVID-19 | Скасовано через COVID-19 | Скасовано через COVID-19 |                    |
| 2022   | не кваліфікувалася       | не кваліфікувалася       | не кваліфікувалася       | не кваліфікувалася       | не кваліфікувалася       | не кваліфікувалася       | не кваліфікувалася       | не кваліфікувалася       |                    |
| 2023   | не кваліфікувалася       | не кваліфікувалася       | не кваліфікувалася       | не кваліфікувалася       | не кваліфікувалася       | не кваліфікувалася       | не кваліфікувалася       | не кваліфікувалася       |                    |
| 2024   | не кваліфікувалася       | не кваліфікувалася       | не кваліфікувалася       | не кваліфікувалася       | не кваліфікувалася       | не кваліфікувалася       | не кваліфікувалася       | не кваліфікувалася       |                    |
| 2025   | не кваліфікувалася       | не кваліфікувалася       | не кваліфікувалася       | не кваліфікувалася       | не кваліфікувалася       | не кваліфікувалася       | не кваліфікувалася       | не кваліфікувалася       |                    |
| Усього | груповий етап            | 1/22                     | 3                        | 0                        | 0                        | 3                        | 1                        | 9                        |                    |